# 이맹전
이맹전(李孟專, 1392년~1480년)은 조선 단종, 세조 때 문신이자 생육신의 한 사람이다. 자는 백순(伯純), 호는 경은(耕隱), 시호는 정간(靖簡) 본관은 벽진(碧珍)이다. 최심(崔深)은 그의 증손녀사위이며, 최현(崔晛)은 외현손이다.

## 생애
1427년(세종 9년)에 친시문과에 급제해 승문원 정자(正字),사간원 좌정언(正言), 소격서령, 지제교를 역임했으며, 시세가 어려워질 것을 예상해 외직을 자처하여 거창현감을 지냈다. 거창현감 재직시 선정으로 백성을 다스려 청백리로 불리었다.1453년(단종 원년) 수양대군이 계유정난을 일으켜 권력을 장악하자 1454년(단종 2년) 눈이 잘 보이지 않고, 귀도 잘 들리지 않는다는 핑계로 벼슬에서 물러났다.그 후 선산의 망장촌(網障村)(현 경상북도 구미시 고아읍 오로리)으로 내려가 김숙자 김종직 부자와 함께 학문에만 전념하였으며, 조정(朝政)의 끈질긴 출사(관직을 임명하여 근무하게 함)요구에도 끝내 벼슬에 나아가지 않았다. 정조때 이조판서와 양관(홍문관/예문관) 대제학에 추증되었으며, 시호는 정간(靖簡)이다. 또한 같은 선산 출신의 사육신 하위지와 함께 절의파(節義派)의 표본으로 추앙 받고 있다.

## 가족 관계
- 할아버지 : 이희경(李希慶)경상병마도원수
  - 아버지 : 이심지(李審之)병조판서,판예빈시사
  - 어머니 : 공부전서 여극승(呂克勝)의 딸
  - 동생
    - 이중전(李仲專)현감
    - 이숙전(李叔專)상호군
    - 이계전(李季專)이조참판
    - 이말전(李末專)병조판서

  - 부인 :  직제학 김성미(金成美)의 딸
  - 자녀
    - 장남 : 이순(李恂)조산대부행 대구교수
      - 손자 : 이보원(李堡源)청하현감

    - 차남 : 이췌(李惴)통례문(통례원) 통찬(通贊), 찬의(贊儀)
    - 삼남 : 이돈(李惇)
    - 사남 : 이이(李怡)
    - 장녀 : 박사제(朴斯悌)의 아내가 됨

## 전기 자료
- 최현, 《인재집·습유》, 삼인사적, 경은선생
- 이상정, 《대산집》 권48, 경은 이 선생 묘갈명
- 이복원, 《쌍계유고》 권8, 경은 이 공 시장
- 권렴, 《후암집》 권7, 경은 이 선생 행략